# Maiky de la Cruz
Maiky de la Cruz (Cuenca, Ecuador; 13 de agosto de 2004) es un futbolista ecuatoriano. Juega de defensa y su equipo actual es el Marignane Gignac F. C. de la Championnat National 2 de Francia.

## Trayectoria
Formado en las inferiores de Liga Deportiva Universitaria, en 2017 tuvo un breve paso por la sub-14 del América de Quito. En 2020 tuvo su debut en el fútbol profesional ecuatoriano, fue cedido a préstamo al Atlético Kin de la Tercera División y jugó el torneo provincial de Cotopaxi.
De la Cruz debutó por el primer equipo del club el 16 de agosto de 2021 contra el Deportivo Cuenca por la Serie A de Ecuador.
El 9 de marzo de 2022, fue transferido al Stade de Reims de Francia. El 17 de agosto de 2022 se oficializó su contratación por parte del club francés, con un contrato hasta junio de 2026.
Para la temporada 2023-24 fue cedido por al Union Titus Pétange de Luxemburgo, hasta junio de 2024, sin opción de compra.

## Selección nacional

### Categorías inferiores
El 9 de mayo de 2023 fue convocado para la Copa Mundial de Fútbol Sub-20 de 2023.

#### Participaciones en Copas del Mundo
| Campeonato                  | Sede      | Resultado        | Partidos | Goles |
| --------------------------- | --------- | ---------------- | -------- | ----- |
| Copa Mundial Sub-20 de 2023 | Argentina | Octavos de final | 4        | 0     |

## Estadísticas

### Clubes
Actualizado al último partido disputado el 10 de mayo de 2025.
| Club                                   | Div.          | Temporada     | Liga  | Liga  | Copas nacionales | Copas nacionales | Copas internacionales | Copas internacionales | Otros | Otros | Total | Total |
| Club                                   | Div.          | Temporada     | Part. | Goles | Part.            | Goles            | Part.                 | Goles                 | Part. | Goles | Part. | Goles |
| -------------------------------------- | ------------- | ------------- | ----- | ----- | ---------------- | ---------------- | --------------------- | --------------------- | ----- | ----- | ----- | ----- |
| Atlético Kin · Ecuador                 | 3.ª           | 2020          | 7     | 0     | —                | —                | —                     | —                     | —     | —     | 7     | 0     |
| Atlético Kin · Ecuador                 | Total club    | Total club    | 7     | 0     | 0                | 0                | 0                     | 0                     | 0     | 0     | 7     | 0     |
| Liga Deportiva Universitaria · Ecuador | 1.ª           | 2021          | 1     | 0     | —                | —                | 0                     | 0                     | 0     | 0     | 1     | 0     |
| Liga Deportiva Universitaria · Ecuador | Total club    | Total club    | 1     | 0     | 0                | 0                | 0                     | 0                     | 0     | 0     | 1     | 0     |
| Stade de Reims II Francia              | 4.ª           | 2022-23       | 12    | 0     | —                | —                | —                     | —                     | —     | —     | 12    | 0     |
| U. T. Pétange Luxemburgo               | 1.ª           | 2023-24       | 10    | 0     | 0                | 0                | —                     | —                     | —     | —     | 10    | 0     |
| U. T. Pétange Luxemburgo               | Total club    | Total club    | 10    | 0     | 0                | 0                | 0                     | 0                     | 0     | 0     | 10    | 0     |
| Stade de Reims II Francia              | 5.ª           | 2024-25       | 7     | 0     | —                | —                | —                     | —                     | —     | —     | 7     | 0     |
| Stade de Reims II Francia              | Total club    | Total club    | 19    | 0     | 0                | 0                | 0                     | 0                     | 0     | 0     | 19    | 0     |
| Marignane Gignac F. C. Francia         | 4.ª           | 2024-25       | 10    | 0     | —                | —                | —                     | —                     | —     | —     | 10    | 0     |
| Marignane Gignac F. C. Francia         | Total club    | Total club    | 10    | 0     | 0                | 0                | 0                     | 0                     | 0     | 0     | 10    | 0     |
| Total carrera                          | Total carrera | Total carrera | 47    | 0     | 0                | 0                | 0                     | 0                     | 0     | 0     | 47    | 0     |

## Vida personal
Maiky es sobrino del exfutbolista Ulises de la Cruz. y primo del futbolista Daniel de la Cruz.